# Рох Монпельєський

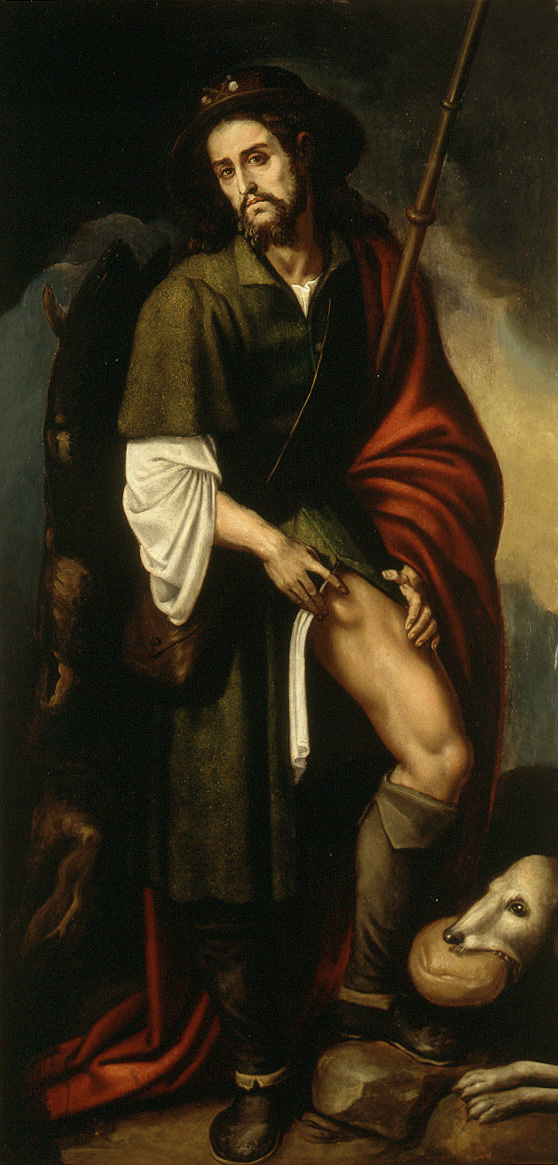
Святий Рох

Ро́х, або Рок Монпельєський (лат. Rochus, італ. Rocco, фр. Roch, ісп. Roque; 1295 — 16 серпня 1327) — французький святий. Захисник від пошестей і чуми.

## Життєпис
Народився у Франції, відзначався надзвичайною цнотою. За переказами, постити почав ще немовлям, відмовляючись від материнського молока щосереди та щоп'ятниці. У 5 років провідував хворих, подавав милостиню.
У 12 років втратив батьків і став господарем великого маєтку. Пригадав слова Господа «продай, що маєш, і роздай убогим», все продав і в одязі пустельника пішов до Рима. Дорогою потрапив у місто, де була чума, зайшов до шпиталю і оздоровив усіх дотиком руки. У Римі вилікував кардинала Британікуса, написавши йому на чолі знак хреста, який залишився в нього назавжди.
Культ вшанування розвинувся після смерті. Вважався одним з покровителів Львова. Офіційно не канонізований, але зарахований до Римського мартиролога папою Григорієм XIV у 1590—1591. День вшанування — 16 серпня.

## Патрон
- Україна: Львів (опікун міста від пошесних хвороб; образ вміщений у ратуші).
- Іспанія: Сантьяго-де-Компостела
- Португалія: Сан-Роке-ду-Піку